# Convenção sobre os Direitos Políticos da Mulher
A Convenção sobre os Direitos Políticos da Mulher foi aprovada pela Assembleia Geral das Nações Unidas em sua 409ª em 20 de dezembro de 1952, e adotada em 31 de março de 1953. O proposito da convenção é codificar padrões internacionais básicos dos direitos políticos das mulheres.

## Contexto
Após a Segunda Guerra Mundial, muitos países ainda não garantiam liberdades políticas completas as mulheres. Em 1952, um ano antes da Convenção ser adotada, apenas cem países concediam o direto ao voto feminino.
O principal impulso para a legislação, e muito de sua elaboração, veio da Comissão da Condição da Mulher das Nações Unidas. A Comissão enviou uma pesquisa sobre direitos políticos femininos para os seus estados-membros; as respostas resultantes tornaram-se base para a Convenção.
A Convenção foi adotada em 31 de março de 1953.

## Conteúdo

### Preâmbulo
O preâmbulo da Convenção reafirma os princípios estabelecidos no artigo 21 da Declaração Universal dos Direitos Humanos, que declara que todas as pessoas têm o direito de participar no governo de seu país o de ter acesso a seus serviços públicos. A Convenção sobre os Direitos Políticos da Mulher, especificamente, protege este direito para as mulheres.

### Artigos
Os três primeiros artigos da Convenção garantem os direitos das mulheres ao voto (Artigo I), o de serem elegíveis para eleições (II), e de ocuparem cargos públicos (III). Cada artigo inicia-se com a especificação: "As mulheres terão, em igualdade de condições com os homens [...]". Os artigos restantes cobrem questões da própria legislação, especificando como e quando essa entrará em vigor (Artigos IV–XI).

## Legado
A Convenção entrou em vigor em 7 de julho de 1954. Até agosto de 2015, dispõe de 123 signatários, compreendendo os 122 estados membros das Nações Unidas, mais o Estado da Palestina.